# Uttarafjall
Uttarafjall är en kulle i Färöarna (Kungariket Danmark).   Den ligger i sýslan Suðuroyar sýsla, i den södra delen av landet, 70 km söder om huvudstaden Tórshavn. Toppen på Uttarafjall är 201 meter över havet. Uttarafjall ligger på ön Suðuroy.
Terrängen runt Uttarafjall är huvudsakligen kuperad, men åt sydost är den platt. Havet är nära Uttarafjall söderut.  Närmaste större samhälle är Vágur, 7,1 km nordväst om Uttarafjall. 